# José Rijo
José Antonio Rijo Abreu (nacido el 13 de mayo de 1965 en San Cristóbal) es un ex lanzador dominicano que jugó en las Grandes Ligas de Béisbol y pasó la mayor parte de su carrera con los Rojos de Cincinnati (1988-1995 y 2001-2002).

## Carrera
Plagado por lesiones durante su carrera, dejó las Grandes Ligas a los 30 años antes de regresar seis años después por una temporada y media. Rijo es conocido por su actuación en la Serie Mundial de 1990, cuando registró dos victorias en una barrida de cuatro juegos a cero sobre los contrincantes Atléticos de Oakland, incluyendo un two-hitter en el Juego 4. La actuación de Rijo le mereció el Premio MVP de la Serie Mundial, los Rojos ganaron su primer campeonato en catorce años.
Cuando Rijo debutó en las Grandes Ligas con los Yanquis de Nueva York en 1984, tenía 18 años, siendo el jugador más joven en ambas ligas. El año anterior, había tenido un récord de 15-5 en la Liga de la Florida con una efectividad de 1.68.  Sin embargo, no tuvo una buena temporada de novato, y algunos observadores (en particular, ESPN) comentaron que el propietario de los Yankees, George Steinbrenner, había orquestado la llamada a filas de Rijo, con la esperanza de crear un fenómeno a lo largo de las temporada de 1984, enfrentándolo con el también novato y sensación del momento de los Mets Dwight Gooden. Cuando esto no sucedió, Rijo fue enviado a los Atléticos de Oakland como parte de una transacción por Rickey Henderson.
Mientras que con los Atléticos de Oakland, ponchó a 16 Marineros de Seattle el 16 de abril de 1986, estableciendo un récord en el club. En su siguiente salida, ponchó a 14 en un 2-hitter en contra de los Marineros, a pesar de perder el juego. Sin embargo, su tiempo en Oakland fue en gran medida anodina, con apenas 17 victorias en tres temporadas. A pesar de eso, Rijo se consideraba todavía un buen prospecto para los Rojos quienes lo adquieren a cambio del veterano toletero Dave Parker, quien había tenido 338 carreras impulsadas en las últimas tres temporadas.
Con la edad, Rijo finalmente alcanzó a su talento. Fue miembro del equipo All-Star de la Liga Nacional en 1994. Rijo también lideró la liga en 1993 y 1994 en juegos iniciados. Lideró la Liga Nacional en 1993 en ponches y ponches por cada nueve innings, y en 1991, lideró la Liga Nacional en porcentaje de victoria.
Rijo se fue de 3-0 en la postemporada de 1990, incluyendo dos victorias de la Serie Mundial contra Oakland, el equipo que lo había canjeado tres años antes. Después de ganar el primer partido con un marcador de 7-0, derrotó a los Atléticos permitiendo sólo 2 hits (ambos en la primera entrada), terminando la serie con una efectividad de 0.59 y 15 ponches en 15-1/3 entradas. Fue la única experiencia de postemporada de toda su carrera.
Rijo lanzó un no-hitter contra los Rockies de Colorado en 1993. Al año siguiente de su temporada de All-Star (1995), Rijo fue dado de baja por una grave lesión en el codo. A pesar de varios intentos de regreso, los problemas en su codo lo mantuvo fuera del béisbol durante cinco años completos. Rijo hizo un inesperado regreso a las mayores en 2001, volviendo a Cincinnati como relevista. De este modo, Rijo se convirtió en el primer jugador de Grandes Ligas en aparecer en un juego después de haber recibió un voto para el Salón de la Fama desde Minnie Miñoso (quien recibió seis votos al Salón de la Fama en 1969) apareció por los Medias Blancas de Chicago en 1980. En 2008, Rijo fue otra vez candidato para el Salón de la Fama;. recibió ningún voto.
En 2002, su última temporada, Rijo recibió el Tony Conigliaro Award. Hizo varias salidas ese año, incluyendo una victoria en su primera apertura desde 1995, y el último partido en el Riverfront Stadium.

## Liga Dominicana
Rijo lanzó en la Liga Dominicana para los Tigres del Licey, terminando con récord de 8 victorias y 16 derrotas con una efectividad de 3.22.
El 17 de octubre de 2010 fue exaltado al Pabellón de la Fama del Deporte Dominicano.

## Después del retiro
Rijo solía trabajar como asistente especial del gerente general Jim Bowden, del equipo de béisbol de los Nacionales de Washington.
Rijo estuvo casado con la hija de Juan Marichal.
En 2008, Rijo tuvo un papel secundario en la película Sugar.
Rijo se convirtió en elegible para el Salón de la Fama en 2001. Eran necesarios 75% de los votos para la inducción, y el 5% para permanecer en la boleta electoral. Obtuvo el 0.2% de los votos, y fue retirado de la votación de BBWAA. Nuevamente se convirtió en elegible para el Salón de la Fama en 2008 desde que jugó en 2001 después de un receso de seis años. Recibió cero votos y se descalificó de la votación.
En septiembre de 2007, Rijo declaró su apoyo al entonces candidato a la presidencia de la República Dominicana Miguel Vargas Maldonado del Partido Revolucionario Dominicano. En 2009, Rijo lanzó su candidatura para alcalde de San Cristóbal, pero perdió del también exbeisbolista de Grandes Ligas Raúl Mondesí.
La fundación José Rijo
Esta fundación se encarga de ayudar a los jóvenes peloteros dominicanos, Jose Rijo ha pasado toda su vida interesado en la problemática de su pueblo natal San Cristóbal. Actualmente está casado con Teresabel Cedeño De Rijo.